# Carole Massé
Carole Massé est une romancière et poète québécoise née à Montréal.
Elle travaille dans le domaine de l’édition. 

## Œuvres
L'arrivée au monde, roman, Montréal, VLB éditeur, 2010, 84 pages.

Secrets et pardons, roman, Montréal, VLB éditeur, 2007, 624 pages.

L'ennemi, récit, Montréal, Les Herbes rouges, 1998, 100 pages.

La mémoire dérobée, poésie, Montréal, Les Herbes rouges, 1997, 90 pages.

Qui est là?, roman, Montréal, Les Herbes rouges, 1996, 324 pages.

Les petites-filles de Marilyn, poésie, Montréal, Les Herbes rouges, 1991, 96 pages.

Los, poésie, Montréal, Les Herbes rouges, 1988, 52 pages.

Hommes, récit, Montréal, Les Herbes rouges, 1987, 140 pages.

Je vous aime, poésie, Montréal, Les Herbes rouges, 1986, 52 pages.

Nobody, roman, Montréal, Les Herbes rouges, 1985, 160 pages.

L'Autre, poésie, Montréal, Les Herbes rouges, 1984, 48 pages.

L'Existence, roman, Montréal, Les Herbes rouges, 1983, 200 pages.

Dieu, roman, Montréal, Les Herbes rouges, 1979, 128 pages.

Rejet, poésie, Montréal, Éditions du Jour, 1975, 124 pages (épuisé).

## Honneurs
- 1983 - Finaliste au Prix du Gouverneur général, L'Existence
- 1984 - Finaliste au Prix Émile-Nelligan, L'Autre
- 1985 - Finaliste au Prix Molson de l'Académie des Lettres du Québec et au Prix du Journal de Montréal, Nobody
- 1987 - Finaliste au Prix du Journal de Montréal, Hommes
- 1997 - Prix Alfred-DesRochers, La mémoire dérobée
- 1999 - Finaliste au Prix du Gouverneur général, L'Ennemi